# Dokumentární drama
Dokumentární drama (anglicky Docudrama) je žánr televize a filmu, který představuje skutečné události formou filmu. Dokumentární dramata typicky usilují o dodržování známých historických faktů a zároveň umožňují určitý stupeň dramatické licence v okrajových detailech, například tam, kde jsou mezery v historických záznamech.
Dialog může nebo nemusí zahrnovat skutečná slova lidí ze skutečného života, jak jsou zaznamenána v historických dokumentech. Producenti dokumentárních dramat někdy volí natáčení rekonstruovaných událostí na skutečných místech, kde historické události proběhly.
Ve většině případů je dokumentární drama produkováno způsobem realistického divadla nebo filmu. Události jsou tak zobrazovány herci před neviditelnou "čtvrtou stěnou"; natáčecí techniky dodržují tradiční postupy mainstreamového filmu nebo televize (tj. základní záběry s výměnou záběrů pro dialog, neanachronická mise-en-scène); žádný hlasový průvodce nenaznačuje načasované akce po začátku událostí; a skutečných dokumentárních záběrů je vloženo málo nebo nejsou žádné. Na rozdíl od mainstreamového filmu však dokumentární drama poskytuje poměrně přesnou interpretaci skutečných historických událostí. Jinými slovy, jde o dramatický výklad věcné literatury.

## Vztah k ostatním žánrům
- dokumentární forma + dokumentární obsah = dokument
- dokumentární forma + fiktivní obsah = mockument
- hraná forma + dokumentární obsah = dokumentární drama
- fiktivní forma + fiktivní obsah = fikce[4]

Dokumentární drama kombinuje elementy dokumentu a dramatu, prezentuje fakta, která jsou navýšena o dramatické zpracování, zatímco mockument užívá formu dokumentu spíše v parodujícím smyslu. Příklady mockdokumentu jsou například Co děláme v temnotách, Drop Dead Gorgeous, Borat: Nakoukání do amerycké kultůry na obědnávku slavnoj kazašskoj národu. Dokumentární dramata je třeba odlišovat od fiktivních dramat, které využívají realitu jako historický kontext, ale netvrdí, že hlavní děj reprezentuje události, dle skutečnosti.

## Historie

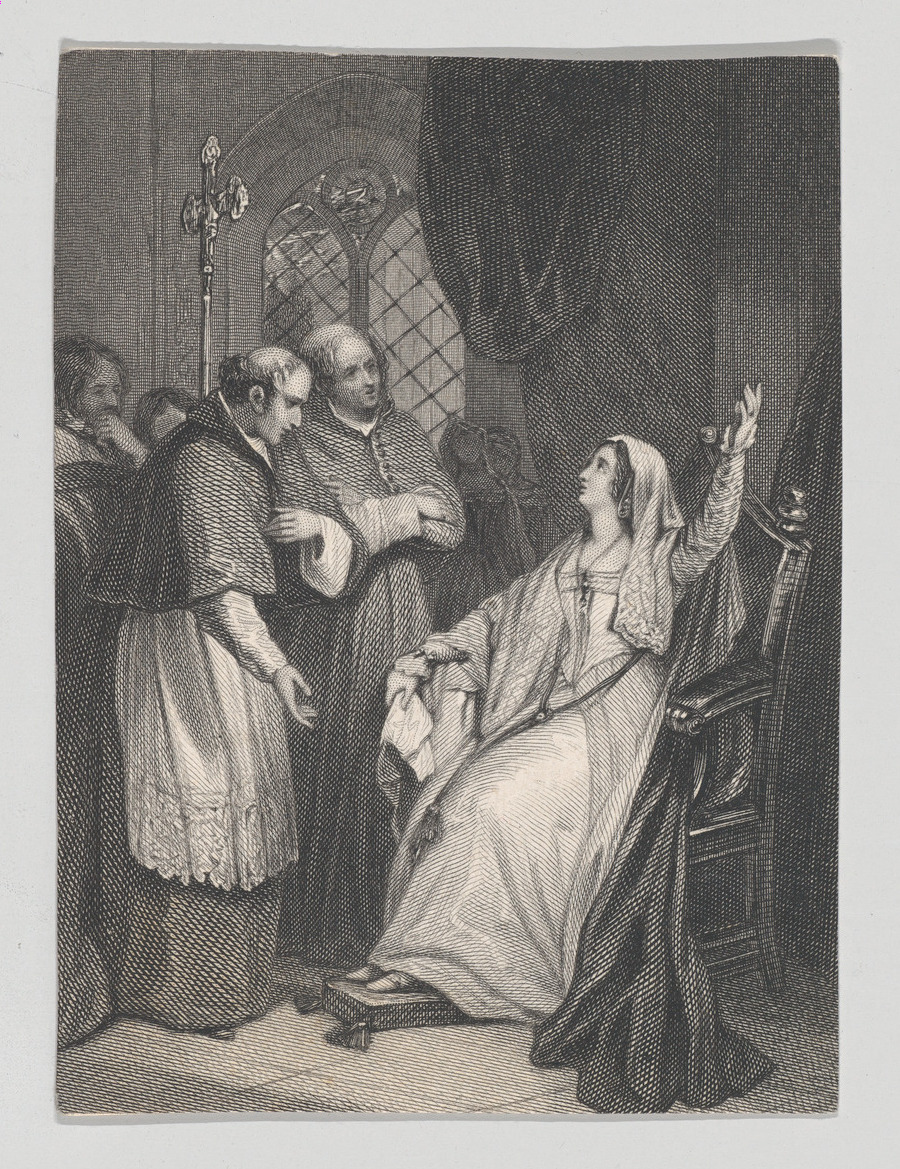
Shakespearova hra Jindřich VIII.

Za počátky divadelního dokumentárního dramatu se považuje dokumentární divadlo. Jednalo se o divadelní představení, která upřednostňovala fakta nad estetickou hodnotou. K historicky prvním divadelním představením, která používala metodu dokumentu patří například Peršané (Aischylos), Jindřich VIII. (Shakespeare), nebo také Dantonova smrt (Georg Büchner).
Název "docudrama" pochází od Philipa C. Lewise, který použil tento termín v roce 1957 a následně si na slovo pořídil ochrannou známku, která ale vypršela v roce 1992.[zdroj?] Po druhé světové válce se v Německu začalo vyvíjet divadlo faktu. Ze sociálního protestního hnutí vycházela jednotka Federálního divadelního projektu WPA ve Spojených státech (vznik 30. léta 20. století), kde přijali techniku "Živý novinový zpravodaj" (Living Newspaper). Jedná se o filmový žánr, který se nejdříve vyvinul v německém divadle po druhé světové válce. Nicméně počátek dokumentárního dramatu, jakožto samostatného žánru, se datuje do 2. poloviny 20. století.

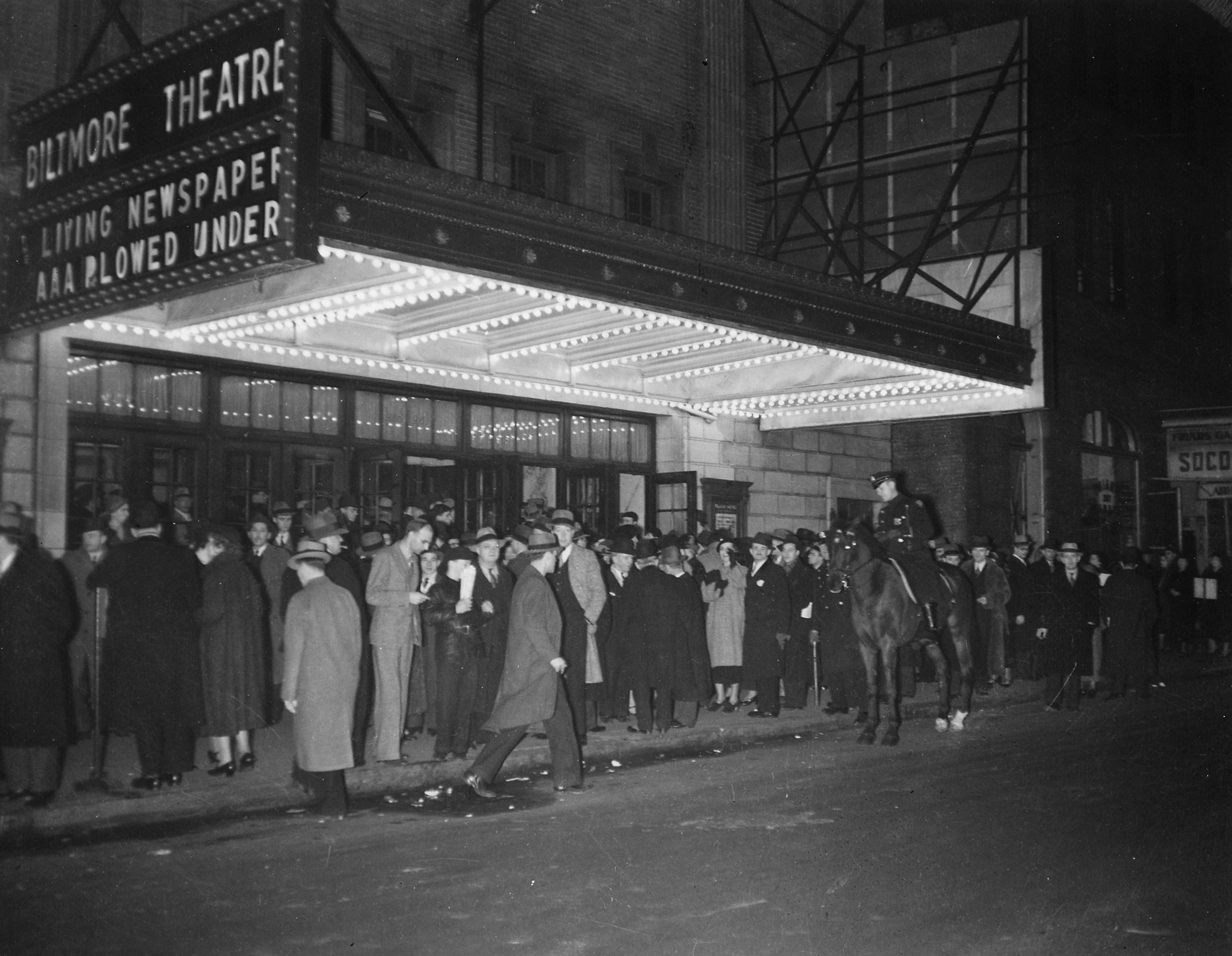
Federální divadelní projekt WPA

### Živý novinový zpravodaj
Aspekty dokumentu, žurnalistiky a dramatu byly propojeny, aby představení prezentovalo politická a sociální témata. Jednalo se o krátké scény založené na skutečných událostech, či na článcích v novinách. Cílem bylo zaujmout a zároveň vzdělávat publikum o tématech jako byla například chudoba, diskriminace nebo nezaměstnanost.

## Typy dokumentárních dramat
Podle Hoffera a Nelsona se dá tento žánr rozdělit do 9 kategorií:
1. Monologový: Události, či osobní aspekty v životě skutečného člověka založené na podložených důkazech provedeny jednou osobou.
2. Historický: Vytvořeno podle nesoučasných, nenáboženských událostí s důrazem na události, a ne na osobnosti.
3. Bibliografický: Programy, které zobrazují události ze života skutečných osob, ale s důrazem na osobnost subjektu.
4. Současný: Odlišuje se od 2 a 3 typu aktuálním nebo současným významem.
5. Náboženský: Historické náboženské postavy a témata čerpaná z náboženských spisů.
6. Dokumentarizovaná fikce: Založeno na skutečných událostech, ale postavy jsou smyšlené.
7. Aberativní: Spekulace o tom, co mohlo být.
8. Částečné docudrama: Částečně zrekonstruované události skutečných lidí. Obvykle zaměřené na historické události.
9. Fiktivní dokument: Založeno na skutečných osobách, ale události jsou smyšleny.

## Příklady

### TV a filmografie
- Edvard Munch (1974)[11]
- Bitva o Diên Biên Phu (1992)[12]
- Apollo 13 (1995)[13]
- Pád do ticha (2003)[14]
- Poslední dny sopky Krakatoa (2006)[15]
- An Adventure in Space and Time (2013)[16]
- Sázka na nejistotu (2015)[17]
- Neviditelný důkaz (2015)[18]
- Nise: Srdce bláznovství (2016)[19]
- Sachin (2017)[20]
- Genius (2017)[21]
- American Animals (2018)
- Poslední z carů (2019)[22]
- Černobyl (2019)[23]
- Údolí slz (2020)[24]
- The Other Fellow (2022)[25]
- Den po dni (2023)[26]

## Ocenění dokumentárních dramat
Vzhledem k tomu, že "dokumentární drama" nemá vlastní kategorii při udělování filmových, dokumentárních nebo i rozhlasových cen, dokumentární dramata jsou často zařazována do širších, abstraktnějších kategorií při získávání ocenění (dokument, drama, adaptace, ...).
- Všichni prezidentovi muži - Alan J. Pakula (  BAFTA Award for Best Film Nominated  •  Academy Award for Best Production Design Nominated  •  Academy Award for Best Production Design Winning  •  National Society of Film Critics Award for Best Film Winning  •  Academy Award for Best Adapted Screenplay Winning)
- A man escaped (1956) - Robert Bresson (BAFTA Award for Best Film Nominated  •  French Syndicate of Cinema Critics Prix Méliès Winning)
- 12 let v řetězech - Steve McQueen (BAFTA Award for Best Film Winning  •  Independent Spirit Award for Best Film Winning  •  Toronto International Film Festival People's Choice Award Winning  •   Golden Globe Award for Best Motion Picture Drama Winning  •  Academy Award for Best Adapted Screenplay Winning)
- Argo (2012) - Ben Affleck (Academy Award Best Picture Winning •  BAFTA Award for Best Film Winning  •   Golden Globe Award for Best Motion Picture Drama Winning)
- 127 Hours - Danny Boyle (Golden Globe Nominated  •  Academy Award Nominated  •  Fox Searchlight Pictures  •  Academy Award Best Picture Nominated  •  BAFTA Award for Best British Film Nominated)